# Задрковець
Задрковець (хорв. Zadrkovec) — населений пункт у Хорватії, у Загребській жупанії у складі міста Светий Іван-Зелина.

## Населення
Населення за даними перепису 2011 року становило 214 осіб.
Динаміка чисельності населення поселення:

## Клімат
Середня річна температура становить 10,49 °C, середня максимальна – 24,78 °C, а середня мінімальна – -6,00 °C. Середня річна кількість опадів – 858 мм.
| Клімат поселення                              | Клімат поселення | Клімат поселення | Клімат поселення | Клімат поселення | Клімат поселення | Клімат поселення | Клімат поселення | Клімат поселення | Клімат поселення | Клімат поселення | Клімат поселення | Клімат поселення | Клімат поселення |
| Показник                                      | Січ.             | Лют.             | Бер.             | Квіт.            | Трав.            | Черв.            | Лип.             | Серп.            | Вер.             | Жовт.            | Лист.            | Груд.            |                  |
| Середній максимум, °C                         | 6,03             | 7,98             | 12,41            | 16,68            | 21,56            | 24,78            | 24,12            | 23,45            | 19,47            | 14,38            | 8,68             | 4,86             |                  |
| Середня температура, °C                       | 0,02             | 1,98             | 6,41             | 10,67            | 15,54            | 18,78            | 20,38            | 19,72            | 15,72            | 10,63            | 4,95             | 1,12             |                  |
| Середній мінімум, °C                          | −6               | −4,05            | 0,40             | 4,65             | 9,54             | 12,77            | 16,64            | 15,98            | 12,00            | 6,88             | 1,21             | −2,6             |                  |
| Норма опадів, мм                              | 46               | 45               | 56               | 67               | 76               | 97               | 80               | 85               | 80               | 82               | 83               | 61               |                  |
| Середньомісячна швидкість вітру, м/с          | 1.90             | 2.10             | 2.50             | 2.40             | 2.26             | 2.00             | 2.00             | 1.80             | 1.80             | 1.83             | 1.95             | 1.92             |                  |
| Середньомісячна сонячна радіація, кДж/м²·день | 4060             | 6837             | 10490            | 14885            | 19028            | 20901            | 21736            | 18980            | 14082            | 8665             | 4533             | 3282             |                  |
| --------------------------------------------- | ---------------- | ---------------- | ---------------- | ---------------- | ---------------- | ---------------- | ---------------- | ---------------- | ---------------- | ---------------- | ---------------- | ---------------- | ---------------- |
| Джерело:                                      |                  |                  |                  |                  |                  |                  |                  |                  |                  |                  |                  |                  |                  |